# Juan Piñera
Juan Piñera (La Habana, Cuba, 1949) es un destacado músico cubano que durante su larga carrera ha cubierto un amplio espectro como instrumentista, compositor, profesor y asesor musical.

## Formación académica
Juan Piñera recibió sus primeras lecciones de piano de su hermana Ninfa María Piñera. Después de algún tiempo él continuó sus estudios de piano con los profesores cubanos César Pérez Sentenat y Silvio Rodríguez Cárdenas en el Conservatorio Alejandro García Caturla en Marianao, Habana. Al mismo tiempo el cursó estudios con la clavicembalista argentina Lidia Guerberof.
En 1968, Piñera pasó a la Escuela Nacional de Artes, donde continuó su formación pianística con los profesores Silvio Rodríguez Cárdenas, Ninowska Fernández-Britto y Ana Martínez Estrada.  Después de su graduación en 1972, él estudió composición musical con José Ardévol y Roberto Valera en el Instituto Superior de Arte (ISA).

## Actividad profesional
Como compositor, Piñera ha recibido numerosas comisiones para componer música para obras de teatro, talees como Il Piacere, Amor con amor se paga y La taza de café. Él ha colaborado incluso con compañías de danza como Danza Contemporánea de Cuba, el Conjunto Folklórico Nacional, Danza del Caribe, Danza Combinatoria y el  Ballet Nacional de Cuba, para el cual ha compuesto la música original de tres obras danzarias. Piñera ha producido y dirigido un programa semanal de radio dedicado a promover la música contemporánea.

## Obras
Juan Piñera ha creado un amplio catálogo que incluye numerosas composiciones para solistas, música sinfónica, vocal y de cámara, así como para programas de televisión, películas y música didáctica. Él fue uno de los fundadores del Laboratorio Nacional de Música Electroacústica en Cuba, donde compuso un extenso catálogo de piezas que incluyen: “Pirandelliana”, para medios electroacústicos y dos actores, “Tres de  Dos”, “Imago”, para guitarra y medios electroacúsitcos, “Germinal”, “Cuando el Aura es Áurea, o la muy triste historia de los ocho minutos con treinta y ocho segundos” (para saxofón soprano y cinta), “Pampano y Cascabel”, para guitarra y cinta y  “Opus 28 No.1, o de la Gota de Agua”, para medios electroacústicos.

## Premios
Entre muchos otros, Piñera ha recibido dos importantes premios (para obras sinfónicas y electroacústicas) de la Unión Nacional de Escritores y Artistas de Cuba (UNEAC) y un primer premio en la competencia internacional de Música Experimental de Bourges, en 1984.